# Rinorea longifolia
Rinorea longifolia är en violväxtart som beskrevs av De Wild.. Rinorea longifolia ingår i släktet Rinorea och familjen violväxter. Inga underarter finns listade i Catalogue of Life.